# Cá nóc nhím chấm đen

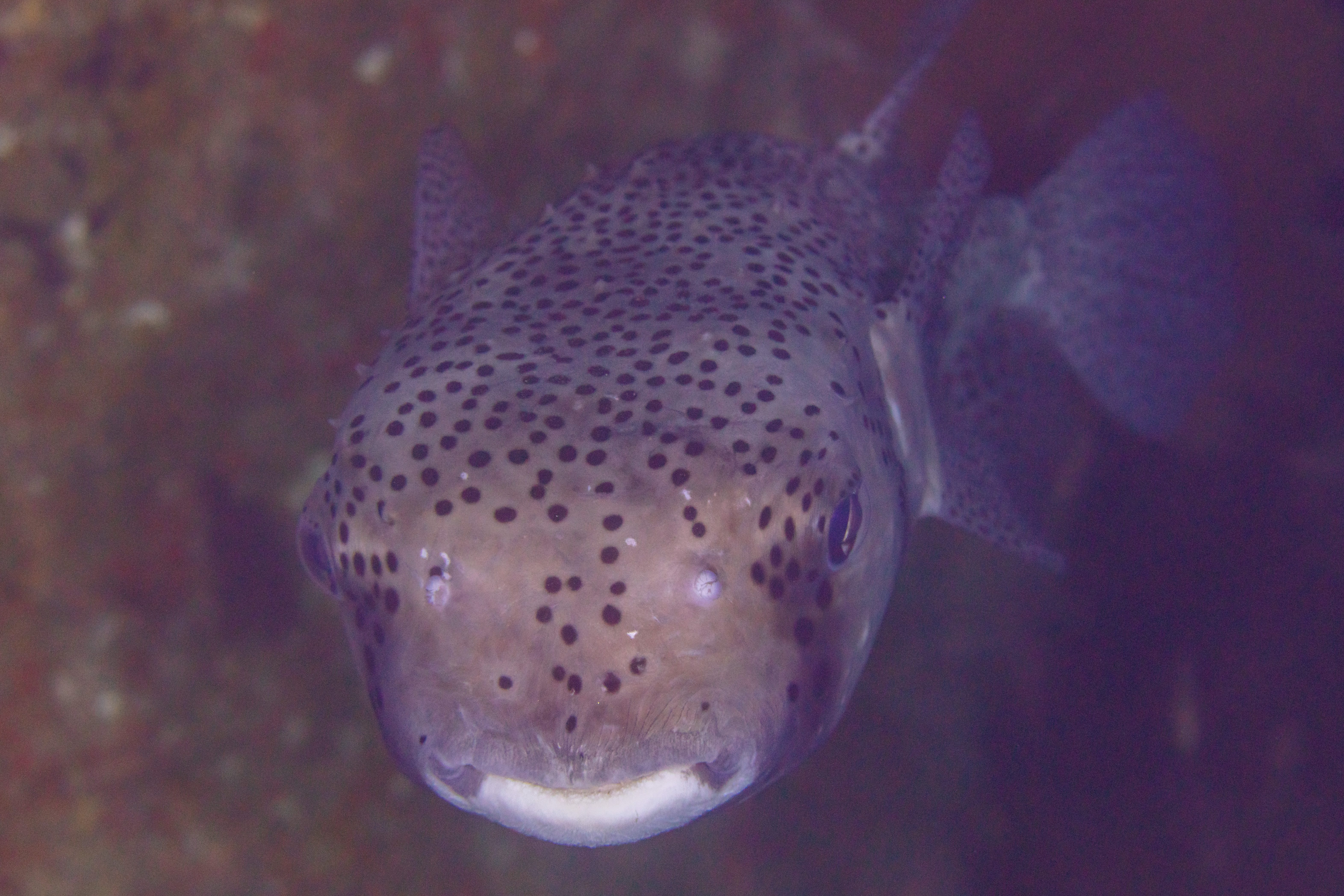

Cá nóc nhím chấm đen (tên khoa học Diodon hystrix) là một loài cá thuộc họ Diodontidae.

## Mô tả
Cá nóc nhím chấm đen là một loài cá có kích cỡ trung bình với kích thước tối đa có thể lên đến 91 cm, nhưng kích thước trung bình chủ yếu quan sát được là 40 cm. Chúng có thân hình thuôn dài phần đầu hình cầu và đôi mắt to tròn lồi ra và cái miệng lớn hiếm khi được khép lại. Vây ngực lớn, không có vây bụng. Vây hậu môn và vây lưng mọc gần cuống đuôi phối hợp chuyển động đồng thời trong suốt quá trình bơi. Da bóng và săn chắc; vảy biến đổi thành gai. Cơ thể có màu be hay vàng cát pha cẩm thạch với các đốm sẫm màu và điểm xuyết nhiều đốm đen nhỏ.
Trong trường hợp nguy hiểm, cá nóc nhím có thể tự phồng lên bằng cách nuốt nước để ngăn chặn và đe dọa kẻ săn mồi tiềm năng với khối lượng, kích thước lớn hơn và đồng thời có thể nổi gai.
Cá nóc nhím mang độc tố tetrodotoxin ở một số bộ phận của cơ thể như gan, da, tuyến sinh dục và nội tạng. Hệ thống phòng thủ này như một cơ chế bổ sung để ngăn chặn những kẻ săn mồi.

## Phân bố và sinh cảnh
Cá nhím được tìm thấy ở tất cả các vùng biển nhiệt đới hoặc cận nhiệt đới khắp trên thế giới, bao gồm Địa Trung Hải.
Cá con sống ở khu vực biển khơi cho đến khi chúng đạt khoảng 20 cm chiều dài. Những cá thể trưởng thành thường thích sống tại các đầm phá, rạn san hô hoặc các rạn đá từ 1 đến 50 m chiều sâu, chúng trú ẩn dưới gờ hoặc trong hang vào ban ngày.

## Chế độ ăn
Chế độ ăn của cá nóc nhím chủ yếu bao gồm nhím biển, động vật chân bụng và giáp xác.

## Tập tính
Loài cá này chủ yếu sống đơn độc, ngoại trừ thời kỳ giao phối. Chúng hoạt động về đêm với hoạt động mạnh nhất vào lúc bình minh và hoàng hôn.

## Ký sinh trùng

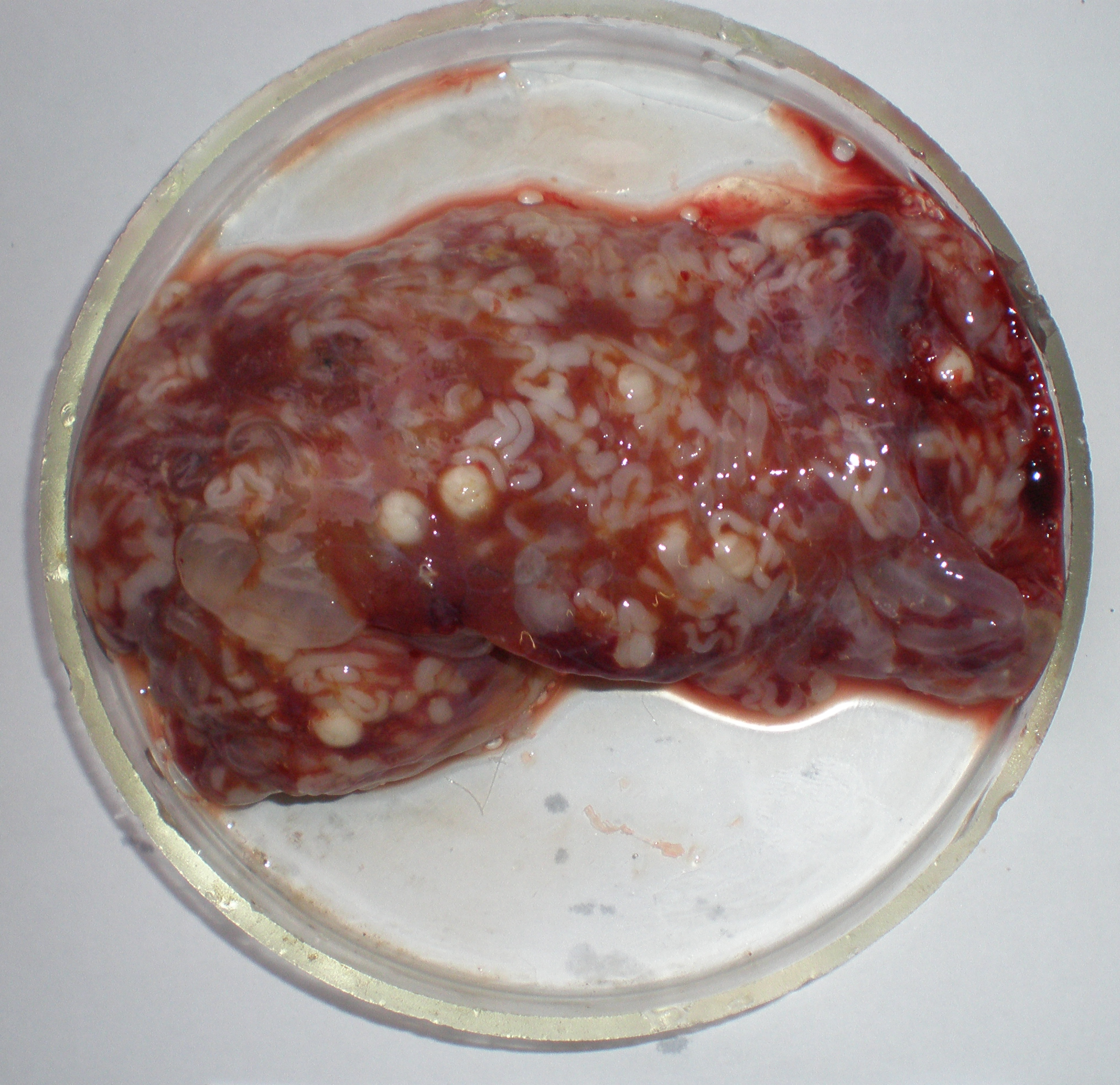
U nang của loài trypanorhynch Molicola horridus trong gan của cá nóc nhím

Như hầu hết các loài cá khác, cá nóc nhím bị nhiễm nhiều loại ký sinh trùng. Thường bao gồm các nang ấu trùng của loài trypanorhynch Molicola horridus, thường được tìm thấy với số lượng lớn trong gan. Những ký sinh trùng này thường không gây nguy hiểm cho con người.